# 高原児
『高原児』（こうげんじ）は、1961年8月13日に公開された日活制作のアクション映画で、主演は小林旭、監督は斎藤武市。役名の無い端役としての出演であったが、高橋英樹の俳優デビュー作である

## 配役
- 小林旭: 岬健次
- 浅丘ルリ子: 松谷伸子
- 小園蓉子: 松谷夏江
- 近藤宏: 松谷五郎
- 郷えい治: クレイジイ・ゲン
- 二本柳寛: 高山社長
- 白木マリ: ルミ
- 上野山功一: 三次
- 榎木兵衛: ボク
- 佐久間健太郎: 牧童二
- 光沢でんすけ: 牧童三
- 高橋英樹: 松谷伸子の弟
- 深江章喜: 網走のクマ
- 金子信雄: 花田社長

## スタッフ
- 監督 ： 斎藤武市
- 脚本 ： 松浦健郎, 中西隆三
- 原作 : 松浦健郎
- 企画 ： 児井英生
- 撮影 : 高村倉太郎
- 音楽 ： 小杉太一郎
- 編集 :  近藤光雄
- 主題歌 : 「赤い幌馬車」: 小林旭
- 挿入歌 : 「アキラのノーエ節」 : 小林旭、「宇目の唄げんか」: 小林旭、浅丘ルリ子

## 併映作品
- 『機動捜査班 都会の牙』

## ロケ地
- 大分駅前
- 大分飛行場
- 高崎山自然動物公園
- 別府港
- 楽天地